# Imigração japonesa em São Paulo
O fluxo de Imigração japonesa no Brasil a partir de 1908 com a chegada do navio Kasato Maru, em Santos, foi uma experiência premeditada. O cenário demográfico japonês era de grande crescimento (ao qual o Governo do Japão não conseguia suprir gerando empregos) enquanto, no Brasil, necessitava-se mão-de-obra (uma vez dada a Abolição da escravatura no Brasil, pressionada a ser efetivada pela Inglaterra por motivos comerciais, somado ao fato de a Itália proibir a imigração subsidiada dos seus para São Paulo). Foi selado um acordo imigratório entre os países, que caracteriza a Imigração japonesa no Brasil.
A primeira parcela dessa população de imigrantes originava-se de regiões pobres do norte e sul do Japão –  aproximadamente 3000 designados a viver no oeste de São Paulo, uma vez que o Brasil vivia o auge cafeeiro e o estado concentrava prósperas fazendas.
Nos primeiros sete anos de imigração japonesa, chegaram ao Brasil 3.434 famílias, ou seja, quase 15 mil pessoas. Entre 1917 e 1940, foram mais 164 mil japoneses, dos quais 75% para São Paulo. A maior parte dos imigrantes chegou no decênio 1920-1930, mas o foco não era mais apenas as plantações de café. Eles também buscavam trabalho no cultivo de morango, chá e arroz.

## Condições e variáveis da vida dos imigrantes Japoneses no Brasil
A população vinda do Japão e a primeira geração de japoneses no Brasil contava com enriquecer e regressar ao seu país; a segunda geração de japoneses, no entanto, viu sepultada a esperança de retornar ao Japão: a eclosão da II Guerra Mundial abalava a terra natal e era mais seguro permanecer. A partir disso, muitos imigrantes chegam neste período, atraídos por parentes que já tinham imigrado.
Os imigrantes japoneses estranhavam a condição de colonos, tal como a comida e a moradia. As condições de trabalho e o manejo dos instrumentos lhes eram penosos. Aos poucos, foram se acostumando e recorrendo a práticas trazidas de seu país de origem.
A prática do Cooperativismo, surgida na Inglaterra e chegada ao Japão via Alemanha, foi empreendida por esses imigrantes nas fazendas de São Paulo. Asseguraram, dessa forma, o pioneirismo na criação das cooperativas agrícolas e o início da vida urbana – posteriormente, em 1930, dedicam-se a empreendimentos comerciais e industriais.
Ao fim dos contratos nas fazendas, muitos imigrantes procuravam a cidade de São Paulo propriamente dita. Em 1912, havia sido estabelecida “a rua dos japoneses”, na Liberdade (bairro de São Paulo). Na Rua Conde de Sarzedas, muitas famílias instalavam-se pelo preço baixo das casas com porões.

## Estabelecimento: Indústrias Japonesas em São Paulo e propagação da cultura
Em 1914, a Escola Taisho iniciou a educação dos filhos dos imigrantes com 3 ou 4 alunos. Em 1915, Nabuzo Miyazaki alugou um imóvel a fim de fazer funcionar uma escola no estilo terako-ya japonês (um ensino de línguas, matemática, conhecimentos gerais, educação moral e cívica - obteve em 1919, registro público de escola particular). A construção de escolas japonesas foi tão acelerada devido à preocupação com o ensino que, no fim da década de 30, configuravam aproximadamente 400 no cenário brasileiro. Em 1934 havia sido fundada a Liga Estudantil Japonesa de São Paulo, que visava dar suporte aos estudantes japoneses que chegavam do interior para estudar na cidade.
A valorização do ensino contribuiu com a elevação do nível econômico e social dos imigrantes japoneses.
Com a Segunda Guerra Mundial, no entanto, a proibição de escolas de língua estrangeira pelo Governo da Era Vargas (que se uniu ao Eixo e, assim, proibiu também a veiculação de mídia estrangeira no país, por exemplo) fechou cerca de 475 escolas.
Ainda em 1915, foi aberto o Consulado Geral do Japão na Praça da Sé (São Paulo) – havendo mudado para a Brigadeiro Luiz Antonio nos anos 30. Em 1916, a primeira fábrica de móveis em São Paulo - em 1922, já havia fábrica administrada pelos japoneses, considerada uma das melhores da cidade.
Em 1924 foi inaugurada a pensão Tokiwa, cujo dono fabricou e iniciou a venda do Molho de soja. Além desta, outras pensões compunham o comércio que se voltava para esta população: algumas serviam refeições simples, outras serviam refeições simples como macarrão japonês ou doces como Shiruko e manju.
Começaram a surgir estabelecimentos que vendiam produtos importados do Japão para consumidores brasileiros. Em 1906, anteriormente à chegada dos primeiros imigrantes no país, a Comercial Fujisaki havia aberto  uma filial em São Paulo
Devido à alimentação escassa e o árduo trabalho nas fazendas, além de desconhecerem o meio ambiente local (havendo muitos contraído doenças endêmicas como da colônia Hirano, ao Noroeste de São Paulo, na qual mais de 80 pessoas morreram em função da Malária), em 1924 foi fundado em São Paulo o Dojinkai. Era uma entidade que visava cuidar do bem-estar e saúde dos imigrantes japoneses, que contava com recursos assistenciais do Governo do Japão.
De 1933 a 1941 é considerado o período de expansão industrial da colônia - antes, havia dificuldade em comunicar-se e investir capital. Nesse momento, o investimento em processo de café, linhas, seda, tecelagem, contavam com participação de empresas algodoeiras do Japão. Estas, igualmente, foram forçadas a encerrar suas atividades com a eclosão da II Guerra.
Em 1939 oficializou-se o Hospital Japonês, construído na Vila Mariana “Sociedade Brasileira e Japonesa de Beneficencia Santa Cruz, o maior edifício Nipo-americano no período pré-Guerra.
Em 23 de julho de 1953, Yoshikazu Tanaka inaugurou na Rua Galvão Bueno um prédio de 5 andares, com salão, restaurante, hotel e uma grande sala de projeção no andar térreo, para 1.500 espectadores, batizado de Cine Niterói. Ao redor, a comunidade japonesa expandiu-se.
Atualmente, vivem mais de 1 milhão em São Paulo (em todo o Brasil são cerca de 1,8 milhão – a maior população fora do Japão).